# 월튼네 사람들
《월튼네 사람들》(영어: The Waltons 더 월턴스[*])은 1972년부터 1981년까지 CBS에서 방영된 미국의 시대극 텔레비전 시리즈이다.
대한민국에서는 KBS에서 1977년부터 1981년까지 방영되었으며, 1997년 HBS(채널19)에서도 방영한 바 있다.

## 출연진
- 리처드 토머스
- 랠프 웨이트
- 마이클 러니드
- 엘런 코비
- 존 웜즐리
- 메리 엘리자베스 맥도너
- 데이비드 W. 하퍼
- 조 콘리
- 로니 클레어 에드워즈
- 톰 바워
- 페기 레이